# Muara Belengo
Muara Belengo is een bestuurslaag in het regentschap Merangin van de provincie Jambi, Indonesië. Muara Belengo telt 1607 inwoners (volkstelling 2010).